# Жебровский, Павел Иванович
Павел Иванович Жебровский (укр. Павло Іванович Жебрівський; род. 21 марта 1962, село Немиринцы, Ружинский район, Житомирская область, Украинская ССР) — украинский политик, лидер партии Республиканская платформа.
В прошлом народный депутат IV, V и VI созывов Верховной Рады Украины, председатель Житомирской областной государственной администрации (4 февраля — 19 декабря 2005), председатель антикоррупционного управления Генеральной прокуратуры Украины (январь — июнь 2015), председатель Донецкого областного военно-гражданской администрации (11 июня 2015 — 13 июня 2018), аудитор Национального антикоррупционного бюро Украины (13 июня 2018 — 15 ноября 2018). С 2019 года — президент военно-гражданского союза «Боевое Братство Украины». Автор книг: «Жить по-человечески», «Размышления», «Взгляд на национальную идею» и «Манифест украинцев». Эти книги — собственные мысли и идеи, видение построения Украинской Украины, взгляд на национальную идею, военно-гражданская модель утверждения украинской государственности, план Побед и мира.
Основатель проекта финансовой поддержки малого и среднего бизнеса «Украинский донецкий кулак», программы «Единое украинское культурное пространство», «украинизации городов» в Донецкой области. Инициатор широкомасштабной «украинизации городов» в Донецкой области.

## Детство
Родился в украинской семье.
Отец — Иван Павлович Жебровский, 1917 года рождения, участник Великой Отечественной войны, с 23 июня 1941 года, сержант, шофёр отдельной роты Управления 35-й инженерно-саперной Радомской, Краснознаменной, Ордена Суворова II ст. бригады, участник штурма Берлина. Получил боевые награды — «Орден Красной звезды» (1945), медаль «За боевые заслуги» (1945), орден «Отечественной войны II ст.» (1985), медали «За оборону Сталинграда», «За освобождение Варшавы», «За взятие Берлина», «За победу над Германией» и др.
Мать — Янина Ивановна Жебровская работала буряковщицей в колхозе.
У родителей было шестеро детей — пять дочерей и один сын — Павел Жебровский.
В 1979 году закончил Немириненскую среднюю школу Ружинского района Житомирской области.

## Карьера
В 1979—1980 годах — расформовщик завода железобетонных конструкций комбината «Стройиндустрия» в г. Киев.
В 1980—1982 годах — служба в армии.
В 1989 году окончил Киевский национальный университет имени Тараса Шевченко, получил специальность юриста.
В 1983—1991 годах — работа в правоохранительных органах, начинал с милиционера патрульно-постовой службы, заканчивая старшим следователем Управления внутренних дел, город Киев.
Ноябрь 1991 — апрель 2002 — предпринимательская деятельность.
1993—1994 — генеральный директор коллективного МП «Джая», Киев.
1994—2001 — генеральный директор, коммерческий директор ООО «Ян», Киев.
С 2001 по апрель 2002 года — президент ЗАО «Фармация-2000» (Киев) председатель наблюдательного совета ЗАО «Бердичев-холод»; председатель правления ОАО «Марьяновский стеклозавод».

## Политическая карьера
- С апреля 2002 по июль 2005 года — Народный депутат Украины 4-го созыва, избирательный округ № 65, Житомирская область, самовыдвижение. Заместитель председателя Комитета по вопросам здравоохранения, материнства и детства.
- С 4 февраля[2] по 19 декабря 2005 года[3] — председатель Житомирской облгосадминистрации. За время пребывания в должности внедрил проект национально-патриотического воспитания «Маленький украинец». При его содействии была возобновлена работа детских садов, проведена модернизация школ. За период пребывания в должности председателя облгосадминистрации привлек в бюджет области более 50 млн. Евро иностранных инвестиций. Провел газификацию сельских населенных пунктов Житомирской области. Начал строительство автобана Киев-Варшава.
- С 2006 года Народный депутат Украины 5-го созыва от блока «Наша Украина». Первый заместитель председателя Комитета, председатель подкомитета Комитета Верховной Рады Украины подкомитета государственного долга, заимствований, инвестиционных проектов Комитета Верховной Рады Украины по вопросам бюджета (с июля 2006). Сложил депутатские полномочия 8 июня 2007.
- С ноября 2007 по ноябрь 2012 года был народным депутатом 6-го созыва от блока «Наша Украина — Народная самооборона». Будучи членом Комитета по вопросам бюджета, занимал должность председателя подкомитета по вопросам расходов государственного бюджета Комитета Верховной Рады Украины по вопросам бюджета.
- В марте 2009 года собрал команду единомышленников и создал идеологическую политическую партию «Украинская платформа». Впоследствии стал инициатором объединения с Украинской республиканской партией «Собор».
- На XVIII съезде Украинской республиканской партии «Собор» от 3 декабря 2011 года Павла Жебровского избран Председателем политической партии «Украинская платформа «Собор».
- В августе 2014 года Павел Жебровский сложил полномочия председателя партии, и отбыл служить добровольцем в зону АТО в звании старшего сержанта.
- С августа 2014 по январь 2015 года служил добровольцем в зоне АТО старшим сержантом. Воевал вместе со своими земляками из Новоград-Волынского 54-го отдельного разведывательного батальона[укр.]. Участвовал в боях с повстанцами в Дебальцево и других городах Донецкой и Луганской.
- В январе 2015 года был демобилизован. После этого возглавил управление Генеральной прокуратуры Украины по расследованию коррупционных преступлений, совершённых должностными лицами, которые занимают особо ответственное положение. За время работы в управлении ГПУ провёл досудебное расследование по 40 производствам. За 4 месяца следователи управления сообщили о подозрении 17 лицам, среди которых народный депутат, судьи апелляционного и местного судов, адвокат, работник прокуратуры, налоговой милиции, руководители государственного предприятия. Кроме того, были подготовлены сообщения о подозрении в отношении народных депутатов и чиновников МВД Украины. Объявлены в розыск 6 человек.
- 11 июня 2015 года Президент Украины назначил Павла Жебровского председателем Донецкой областной военно-гражданской администрации. Главной задачей Павла Жебровского на новой должности стало возвращение Донецкой области в единое украинское пространство. Для её выполнения реализованы социальные, экономические и культурные проекты.

Под руководством Павла Жебровского проведения «украинизации городов», разработан проект «единое украинское культурное пространство, созданы благоприятные условия для обучения и развития молодёжи и созданы возможности для работы экономического сектора (бизнеса) на территории области.
В экономической сфере привлечено в областной бюджет международные инвестиции. Под руководством Павла Жебровского начат проект финансовой поддержки малого и среднего бизнеса на территории Донецкой области под названием «Украинский донецкий кулак».
В социальной сфере создано новое образовательное пространство с современными детскими садами и опорными школами. Приобретено 185 единиц жилья для детей-сирот и детей, лишенных родительской опеки и создано 6 домов семейного типа. Построено 115 спортивных и 209 тренажёрных площадок на территории области. Открыто 80 инновационных центров развития для детей и молодёжи. В сфере здравоохранения открыто Областное отделение гемодиализа, 8 кабинетов компьютерной томографии, ФАПы.
В экологической сфере закуплено 41 единица спецтехники и 1 установку для переработки и обезвреживания ртутьсодержащих отходов. Начато строительство региональных полигонов твердых бытовых отходов в городах Краматорск, Курахово, Волноваха. Открыто очистные сооружения в городе Константиновка, Бахмутском и Добропольском районах. Внедрена первая в Украине автоматизированная система мониторинга окружающей среды, соответствующая требованиям директив ЕС. Построены новые парки, скверы.
Восстановление и построение инфраструктуры на территории Донецкой области: обновлено стелы на въездах в области, построены новые остановки. Приобретено 20 троллейбусов и 21 трамвай. Выполнены ремонты 153 дорог коммунальной формы собственности. Отремонтировано 8 мостов и путепроводов. Приобретено 41 единица коммунальной техники.
Повышение качества управления: Открыто 4 обновлённых центра предоставления административных услуг, в 27 ЦНАП обеспечено деятельность, что позволило в 4 раза увеличить количество посетителей и уменьшить время обслуживания. Открыто 6 центров безопасности граждан.
Преодоление последствий АТО: Восстановлено более 700-и жилых зданий и сооружений социальной сферы на территории боевых действий, линии разграничения. Восстановлена и создана альтернативная система сетей электроснабжения и заведена с территории подконтрольной Украине: с. Зайцева, с. Травневое, с. Гладосовое и г. Авдеевка. Подведён газопровод в г. Торецк. Отремонтирована насосная станция первого подъёма в с. Семёновка, которая поставляет техническую воду на территорию всей Донецкой области. Построен газопровод в г. Авдеевка.
Развитие гражданского общества: декоммунизированы 109 населённых пунктов, 1950 улиц и других объектов топонимики. Проведения украинизации городов — четыре города Донецкой области (Дружковка, Покровск, Угледар, Мирноград) провели 100% замену объектов топонимики. Одобрена концепция развития Единого украинского культурного пространства. Реализовано 26 совместных проектов с другими областями Украины. Начато проведение Дня Европы. Проведён первый офицерский бал за последние 100 лет.
- 11 июня 2018 года подал в отставку с должности председателя Донецкой областной военно-гражданской администрации.
- 13 июня 2018 года Указом Президента Украины снят с должности председателя Донецкой областной государственной администрации, согласно поданному им заявлению.
- 19 июня 2018 года Президент Украины Порошенко назначил Павла Жебровского одним из трёх аудиторов НАБУ. Для выполнения полномочий аудитора НАБУ был разработан аудиторами предложения и проекты законов и положений, которые представлены в Администрацию Президента, Верховной Рады, Кабинета Министров. Ни одна из институтов не рассмотрела предложения аудиторов, что сделало невозможным выполнение их обязанностей.
- 15 ноября 2018 года Павел Жебровский подал в отставку в связи с отсутствием правовых оснований выполнения аудиторской деятельности.
- Павел Жебровский в своём заявлении об отставке отметил: «Бездействие — не моё амплуа. 15 ноября 2018 года я направил заявление о сложении своих полномочий аудитора НАБУ в Администрацию Президента Украины и с сегодняшнего дня считаю себя свободным от этих обязанностей. Я обновляю своё участие в политическом процессе, в том числе — для борьбы с коррупцией».

## Награды
- Орден князя Ярослава Мудрого V кл. (13 июня 2018) — за значительный личный вклад в государственное строительство, многолетнее добросовестное служение Украинскому народу[4].

## Взгляды
Главной функцией государства считает установление честных и справедливых правил общественной жизни (правил игры). Основой этих правил является мировоззренческие ценности украинцев — свободу, самодостаточность и стремление к состоятельности. Считает, что «экономика успеха — богатство через возможности».
Его жизненные кредо: «Первое — во всех своих проблемах надо винить исключительно себя, а не кого-то другого; второе — каждый день надо жить так, чтобы на следующее утро не бояться в зеркале смотреть себе в глаза; третье — надо уверенно идти к цели, собирать единомышленников и вместе менять окружающий мир»; четвёртое — придерживается националистических взглядов.

## Семья
- Сестра Филя Жебровская[укр.] (род. 1950), генеральный директор ОАО «Фармак»[укр.].
- Жена Валентина — экономист, дочь Анна (1989), сын Ян (1994).

## Интересные факты
Любит читать. В домашней библиотеке более 2000 книг. В 2014 году Павел Жебровский презентовал собственную книгу «Жить по-человечески», в которой предложил собственное видение реформирования страны.